# Gegenöffentlichkeit
Gegenöffentlichkeit beschreibt eine Form gesellschaftlicher Aktivität, die sich bewusst in den Gegensatz zur „herrschenden“ Öffentlichkeit stellt, um vernachlässigte oder unterdrückt erscheinende Themen, Probleme oder soziale Gruppen der allgemeinen Wahrnehmung zugänglich zu machen. Es sind die Praktiken der Herrschaft, gegen die sich die Praktiken der Befreiung richten. Und Gegenöffentlichkeit ist die medial-politische Operation, die dieses Geheimnis der Öffentlichkeit, auf der Basis einer Archäologie der Gegenöffentlichkeit, in den Griff zu bekommen versucht. So wie Öffentlichkeit steht auch Gegenöffentlichkeit im Gegensatz zu privat – im Grundsatz geht es um die Besetzung öffentlicher Räume, in denen sich Menschen versammeln und einander und andere informieren können. Die Entwicklung der Kommunikationsmittel beeinflusste die Formen und Möglichkeiten von Informationsvermittlung entscheidend.

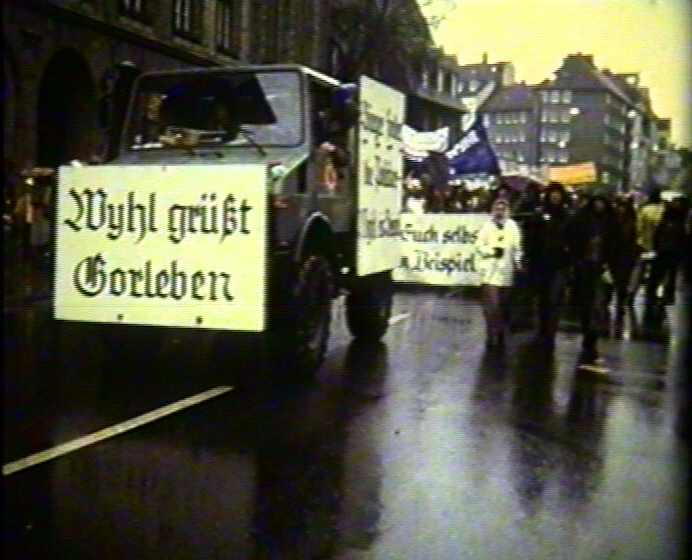
Anti-AKW-Demonstration in Hannover 1979

Die Demonstration ist das älteste und unvermindert aktuelle öffentliche Mittel von Menschen, um auf sich, ihre Lage oder ihre Anliegen aufmerksam zu machen. Hier wird kein (technisches) Medium zur Vermittlung benötigt – es können auch Rufe, Sprechchöre oder Plakate sein – und die Botschaften werden kurz auf den Begriff gebracht. Der anwaltschaftliche Journalismus versucht ebenfalls auf in den Massenmedien unterrepräsentierte Themen aufmerksam zu machen.

## Theorie der Gegenöffentlichkeit

### Entstehung des Begriffs
Der Begriff Gegenöffentlichkeit entstand in den 1970er Jahren. Der Begriff erscheint als eine in der Praxis entstandene Vermittlungsweise anderer Auffassungen über Politik und Gesellschaft, die in der bestehenden Öffentlichkeit nicht oder nur verfälscht repräsentiert sind und deren Präsenz in den bestehenden Institutionen – vor allem den Medien – selbst nicht durchsetzbar ist. In der 68er-Bewegung, die diese Erfahrung machte und nach ersten, auch gewaltsamen Aktionen wie die Blockade der Auslieferung der Zeitungen des Axel-Springer-Verlags die Machtlosigkeit im direkten Zugriff einsah, entstand die Idee, die technischen Medien für die Eigenproduktion zu nutzen. Ab Anfang der 1970er Jahre wurde versucht, diesen Bereich von Konfrontation und Auseinandersetzung auch theoretisch und im geschichtlichen Zusammenhang zu untersuchen. Dabei spielte die Herausbildung einer neuen Form von „Massenmedien“, vor allem des Fernsehens, eine entscheidende Rolle. Prägend in dieser Bestimmung war das 1972 erschienene Werk von Oskar Negt und Alexander Kluge: Öffentlichkeit und Erfahrung, das sich auf den Philosophen Jürgen Habermas bezog, der 1962 den Band Strukturwandel der Öffentlichkeit vorgelegt hatte.

### Historische Grundlagen
„Das ursprüngliche Bedürfnis nach Öffentlichkeit im repräsentativen Sinn scheint das Bedürfnis der herrschenden Feudalklasse gewesen zu sein. […] Die durchgesetzte bürgerliche Gesellschaft übernimmt diese Ausdrucksformen von Herrschaft und verändert sie teilweise in ihrer Funktion.“
Habermas wählte den Begriff der „plebejischen Öffentlichkeit“ – abgeleitet aus den gemischten städtischen Unterschichten, die in der Französischen Revolution die Versuche unternahmen, eine ihnen gemäße Öffentlichkeit herauszubilden.
Oskar Negt und Alexander Kluge wählten „die Bezeichnung proletarische Öffentlichkeit, weil es sich […] nicht um eine Variante der bürgerlichen Öffentlichkeit, sondern um eine in der Geschichte angelegte, […] völlig andere Auffassung des gesamtgesellschaftlichen Zusammenhanges handelt.“ In der Vorrede von Öffentlichkeit und Erfahrung definieren die Autoren ihr Interesse, „die innerhalb der fortgeschrittenen kapitalistischen Gesellschaft entstehenden Widerspruchstendenzen auf die Entstehungsbedingungen von Gegenöffentlichkeit zu untersuchen.“

### Gegenöffentlichkeit als Zwischenstadium
In der besonders im universitären Bereich erfolgenden Rezeption des Werkes blieb vor allem der Begriff „Gegenöffentlichkeit“ haften. Er hat sich bis heute erhalten, obwohl Negt und Kluge Gegenöffentlichkeit als „Vorform von proletarischer Öffentlichkeit“ bezeichneten – eine Vorstellung, die den Begriffswandel nicht überlebt hat. Eine Reduktion auf das Gegensätzliche oder eine bloße Darstellung oppositioneller Auffassungen lag nicht im Sinne der Autoren, auch sollte „proletarische Öffentlichkeit“ mehr als eine Handlungsweise zur Umsetzung der Interessen einer gesellschaftlichen Klasse sein: Es ging ihnen – auch im Ausblick – um einen „Transformationsprozess“ zur Erlangung „der Bündnisfähigkeit zwischen denjenigen gesellschaftlichen Kräften, die den ganzen Umfang der Neuorganisation einer kommenden Gesellschaft zu leisten imstande sind […].“
Unter dieser Prämisse konnte Gegenöffentlichkeit seit den 1970er Jahren nur in rudimentären Formen und in vergleichsweise geringem Umfang entstanden sein.
Bezeichnend ist jedoch, dass im Rahmen der Jugend- und Protestbewegungen und später den Neuen Sozialen Bewegungen vor allem die Entwicklung der technischen Möglichkeiten eine Dezentralisierung von Öffentlichkeit bewirkte, die zu einer Vervielfältigung „autonomer Räume“ – insbesondere durch die Expansion kultureller Aktivitäten – bis hin zu den „virtuellen Räumen“ des Internets führte. Dieser Prozess, seine Auswirkungen und sein Zusammenhang mit gesellschaftlichen Entwicklungen sind jedoch seit Negt und Kluge auf theoretischer Ebene nicht mehr umfassend analysiert und dargestellt worden.

## Praxis der Gegenöffentlichkeit

### Öffentlichkeitsarbeit in der Protestbewegung
Erste Aktivitäten in der Bundesrepublik Deutschland und in West-Berlin, die man in den Rahmen von Gegenöffentlichkeit stellen kann, entstanden während der 68er-Bewegung. Überregional bekannt waren die Periodika Agit 883 und „Langer Marsch“. Wichtigstes Medium war das Flugblatt. Da es noch keine einfachen Druck- oder Kopierverfahren gab, war die Produktion einer Zeitschrift aufwendig und meist nur im Zusammenhang mit Institutionen oder Gewerkschaften möglich. Dies galt auch für audiovisuelle Medien, damals dem 16-mm-Film. Dokumentationen entstanden vorwiegend an der Deutschen Film- und Fernsehakademie Berlin (DFFB) und dem Institut für Filmgestaltung in Ulm. Eine Sendung im Fernsehen war nur selten möglich. Ein Forum waren die Internationalen Kurzfilmtage in Oberhausen. Meist wurden Vorführungen von den Machern selbst organisiert. Im späteren Verlauf der 68er-Bewegung entstanden die oft gut finanzierten K-Gruppen und DDR-nahe Organisationen, die für ihre Partei-Öffentlichkeitsarbeit ausreichend Produktionsmittel besaßen.

### Alternativbewegung der 1970er Jahre
Angeregt durch die Protestbewegung entfaltete auch die Generation nach den 68ern eine rege mediale Produktionstätigkeit, die jedoch kaum mehr agitatorisch war und anfangs oft der Selbstverständigung von Gruppen oder Szenen diente. Die technische Entwicklung hatte neue Produktionsmittel geschaffen – etwa den Super-8-Film, der 16 mm ablöste – und auch Musikequipment wurde für junge Bands, Studios und Veranstalter (Jugendzentren) erschwinglich. 

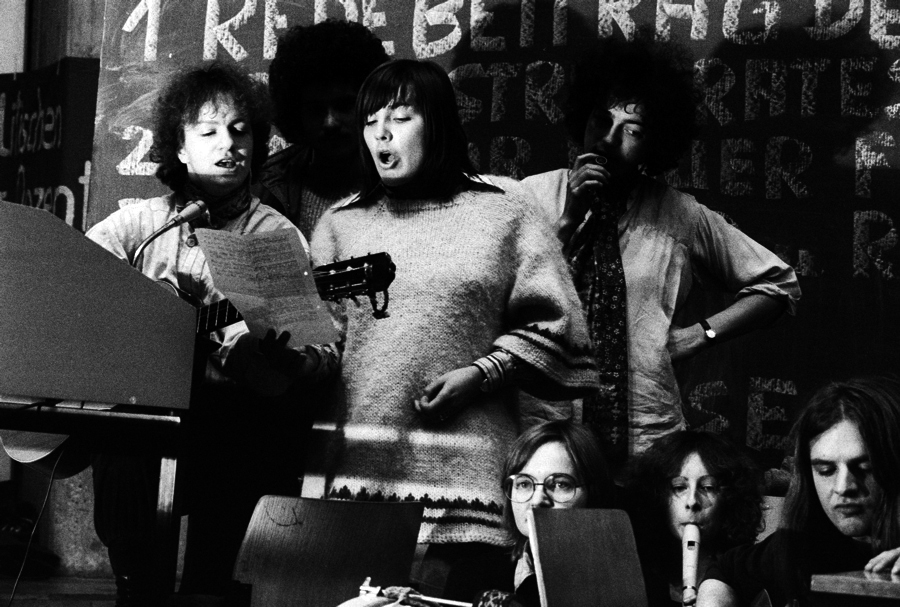
Songgruppe Unistreik im Audimax der Technischen Universität Berlin 1977

Die Berlin und die Bundesrepublik umfassenden Unistreiks von 1976/1977, in deren Rahmen die „Unorganisierten“ mit ihrer Überzahl und ihrer Erfahrung in Veranstaltungsorganisation und Öffentlichkeitsarbeit die Vorherrschaft der K-Gruppen brechen konnten, führten in der Folge zu einem Gründer-Boom an Projekten. Es war die Zeit, in der man die Unis verließ und in die Stadtteile, in den „Kiez“ ging (Tunix-Kongress 1978). Zunächst in den Universitätszentren, bald in jeder größeren Stadt erschienen nun sogenannte Stattzeitungen wie das Blatt in München, Klenkes in Aachen oder De Schnüss in Bonn. Sie erreichten Auflagen von bis zu 20.000 Exemplaren und boten den verschiedenen Gruppen, die in der Lokalpresse nicht zu Wort kamen, ein Forum. Im deutschsprachigen Raum erschienen eine Fülle von Kleinst- und Alternativzeitungen. Peter Engel und W. Christian Schmitt konnten 1974 für die Zeit seit 1965 ca. 250 Alternativzeitungen feststellen. 1986 nannte das Verzeichnis der Alternativpresse, das vom Informations-Dienst zur Verbreitung unterbliebener Nachrichten (ID) herausgegeben wird, ca. 600 mehr oder weniger regelmäßig erscheinende Zeitungen und Zeitschriften.

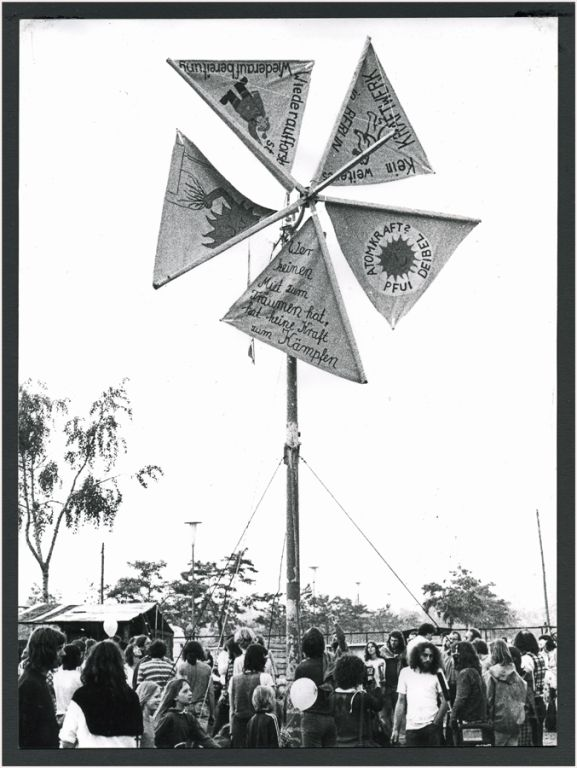
Plakatmotiv zum Film der Medienwerkstatt Berlin 1980

Einen Erfolg erzielte die Alternativbewegung mit dem sechswöchigen Umweltfestival am Funkturm in Berlin im Sommer 1978, das von zehntausenden interessierter Bürger besucht wurde. Der von einer zugehörigen Gruppe, der Medienwerkstatt Berlin, gedrehte Film über die Veranstaltung mit dem Titel Wer keinen Mut zum Träumen hat, hat keine Kraft zum Kämpfen lief im Februar 1980 auf dem Internationalen Forum des Jungen Filmes der Berlinale.

### Soziale Bewegungen
In dieser Phase wurden auch zahlreiche Theatergruppen und Kabaretts gegründet (u. a. das Frankfurter Fronttheater und Die Drei Tornados). Der Begriff der Gegenöffentlichkeit löste sich nun aus seiner begrenzten politischen Bestimmung und umfasste auch kulturelle Arbeit sowie fachorientierte Aktivitäten, wie sie im Umwelt-Engagement notwendig wurden. Das Spektrum reichte von der Vergangenheitsbewältigung über den Umweltschutz bis hin zur Anti-Atomkraft-Bewegung. Die einsetzende Spezialisierung ließ eigene Zeitschriften der Frauenbewegung, von Mietervereinen, Umwelt- und Ökogruppen entstehen.
Nicht nur in Berlin wurden die Möglichkeiten der Nutzung autonomer Räume erkannt (Kreuzberg) und diese dann im Zusammenhang mit den Hausbesetzungen erweitert. 
Nach dem Abflauen der Bewegungen richteten sich Projekte und Gegenmedien ein, fusionierten oder lösten sich aus verschiedenen Gründen auf. Vielfach war ein Überleben nur durch einen Kommerzialisierungsprozess möglich. Beispiele sind Stadtmagazine wie Ketchup aus Heidelberg, Tip und Zitty in Berlin. Dies besaß auch Rückwirkung auf die Inhalte. Mit dem Internet verlagerte sich Gegenöffentlichkeit auch ins Netz. Der Begriff kam jedoch außer Gebrauch und ist heute eine historische Kategorie.

### Gegenöffentlichkeit im Ostblock
Der russische Begriff Samisdat (wörtlich: Selbstverlag) bezeichnete in der UdSSR und später auch in weiten Teilen des Ostblocks die Verbreitung von alternativer, nicht systemkonformer „grauer“ Literatur über nichtoffizielle Kanäle, zum Beispiel durch Abschreiben mit der Hand oder der Schreibmaschine oder durch Fotokopie und das Weitergeben der so produzierten Exemplare. Samisdat gab es in nennenswertem Umfang in der Sowjetunion, Polen, der DDR, der Tschechoslowakei und Ungarn.

## Vermittlungsformen von Gegenöffentlichkeit
Bevorzugte Medien der Gegenöffentlichkeit wurden neben den Demonstrationen die Druckwerke (Bücher, Broschüren, Zeitungen, Plakate und Flugblätter) sowie audiovisuelle Produkte (Film, Video, Foto, Musik auf Schallplatte, Tonband und Cassette). Dazu zählte man auch öffentliche Darbietungen: Straßentheater, künstlerische oder politisch motivierte Auftritte, Musikdarbietungen und Konzerte. Mit diesen Medien, Werken oder Aktionen wurde „Gegenöffentlichkeit hergestellt“.

### Radio, Film und Video

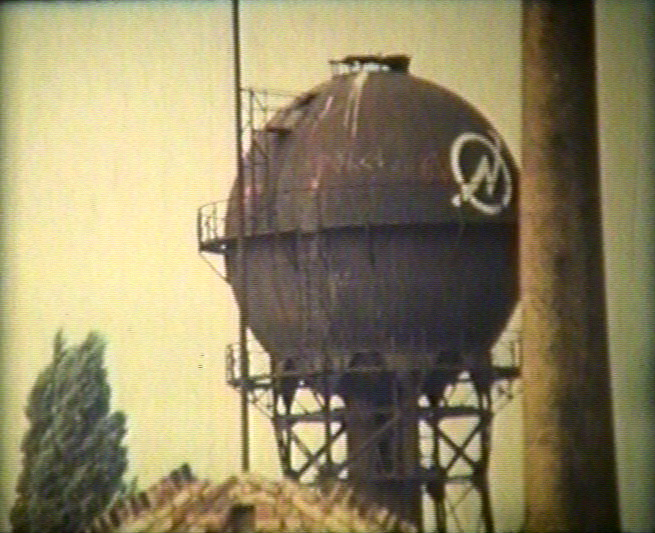
Versteck eines Radiosenders der Hausbesetzer auf dem Gleisdreieck-Gelände in Berlin 1981

Mit der technischen Weiterentwicklung wurden in den 1980er Jahren weitere Medien für die „Gegenöffentlichkeit von unten“ erreichbar und erschwinglich. Zuerst illegal, später legal, begannen alternative Radiosender wie Radio Dreyeckland oder Radio Z in Nürnberg. Dank der Super-8- und Videotechnik konnten auch eigene Filme mit wenig Geld erstellt werden. Der Super-8-Filmverleih Gegenlicht und Videogruppen wie die Medienwerkstatt Freiburg, das Medienpädagogik Zentrum Hamburg e. V. in Hamburg oder die Autofocus videowerkstatt in Berlin wurden gegründet.

### Computerszene
Die deutschsprachige Mailbox-Szene entstammt in großen Teilen den neuen sozialen Bewegungen. Computer-Aktivisten nahmen sich Themen wie des freien Zugangs zum Internet sowie des Datenschutzes an und schufen eine eigene Netzkultur.
Mit der Verbreitung des Internets hat die Gegenöffentlichkeit ein neues Forum gefunden. Ein eigener Bürgerjournalismus ist im Netz entstanden, die Netzbewohner gaben sich Bezeichnungen wie Netizen und Regeln wie die Netiquette.

## Neue theoretische Ansätze
In einem Interview beschreibt Alexander Kluge die Potentiale des Internets als revolutionär: „Das bisherige Programm wird von oben nach unten ausgestrahlt. Wenn das Online-System nicht in den Besitz von Konzernen kommt, funktioniert es auch von unten nach oben. […] Als Potential tritt es hervor, als Rohstoff. Gelungen ist es bisher nicht. In den Köpfen steckt noch das ganze konservative Pflichtprogramm mit seiner Ideologie. […] Man darf noch nicht jubeln, aber dort (bei YouTube) wird die Enzensberger’sche Radiotheorie vorgeführt. […] Online ist eine Revolution. […] In YouTube gibt es, sehr zerstreut zwar, oft brillante Dinge, und die werden vollkommen neu erfunden, ohne jede Programmdirektion. Diese indirekte Öffentlichkeit ist eine neue Herausforderung […]“